# 흥덕저수지
흥덕저수지는 전북특별자치도 고창군 흥덕면 석우리에 있는 저수지이다. 1914년에 준공되었으며, 994만톤의 물을 저수하고 바다에 접해 있어 민물낚시와 바다낚시를 동시에 할 수 있는 곳으로 이곳에는 보리새우, 장어, 참붕어, 잉어 등이 서식하고 있어 낚시꾼들의 발길이 잦다. 2003년 환경부 조사결과 철새가 가장 많이 찾는 지역 1위로 선정된 바 있다.

## 저수지 규모
흥덕저수지의 유역면적은 4,420ha. 저수량은 9,946천m3이다.

## 시설 제원
흥덕저수지의 댐형식은 흙댐 (필댐)이고, 제방의 길이는 913m, 높이는 9.4m이다. 물넘이는 측구식으로 만들어져 있으며, 길이는 100m, 월류수심은 1.5m이다.

## 주변 관광
흥덕저수지 주변에는 고인돌, 고창읍성, 구시포해수욕장 등의 관광지가 있다.